# 皮尼奥尔 (多姆山省)
皮尼奥尔（法語：Pignols）是法国多姆山省的一个市镇，属于克莱蒙-费朗区（Clermont-Ferrand）维克勒孔特县（Vic-le-Comte）。该市镇总面积9.29平方公里，2009年时的人口为286人。

## 人口
皮尼奥尔人口变化图示